# 関西病虫害研究会
関西病虫害研究会（かんさいびょうちゅうがいけんきゅうかい、英語: The Kansai Plant Protection Society (Kansai Plant Prot. Soc.)）は、日本の学術研究団体の一つ。

## 概要
1920年7月25日設立。学術研究団体としての種別は単独学会である。
農学を学術研究領域とし、輪番で毎年1回各会員の研究所に集まり研究実績の発表をもって互いに知識の交換をし事業の連絡を保ち懇談することを目的としている。

## 沿革
- 1920年 - 農商務省植物検疫所神戸支所において関西病虫害研究会設立。

## 刊行物

### 関西病虫害研究会報
- 誌名（和文）：関西病虫害研究会報
- 誌名（欧文）：Annual Report of The Kansai Plant Protection Society
- 創刊年：1958
- 資料種別：ジャーナル（査読付き論文を含む）
- 使用言語：日英混在
- 発行形態：印刷体、eジャーナル
- 著作権帰属先：学会
- クリエイティブコモンズ：定めていない
- 購読：無料